# Wyrza
Wyrza (niem. Friedrichsberg) – wieś w Polsce położona w województwie kujawsko-pomorskim, w powiecie nakielskim, w gminie Mrocza.

## Podział administracyjny
W latach 1975–1998 miejscowość administracyjnie należała do województwa bydgoskiego.

## Demografia
Według Narodowego Spisu Powszechnego (III 2011 r.) liczyła 361 mieszkańców. Jest czwartą co do wielkości miejscowością gminy Mrocza.

## Położenie
Przez miejscowość przepływa Orla (dopływ Łobżonki), rzeka dorzecza Warty.